# Pelargonium rungvense
Pelargonium rungvense är en näveväxtart som beskrevs av Reinhard Gustav Paul Knuth. Pelargonium rungvense ingår i släktet pelargoner, och familjen näveväxter. Inga underarter finns listade i Catalogue of Life.